# Qualea coerulea
Qualea coerulea là một loài thực vật có hoa trong họ Vochysiaceae. Loài này được Aubl. miêu tả khoa học đầu tiên năm 1775.